# Fang-šan (Peking)

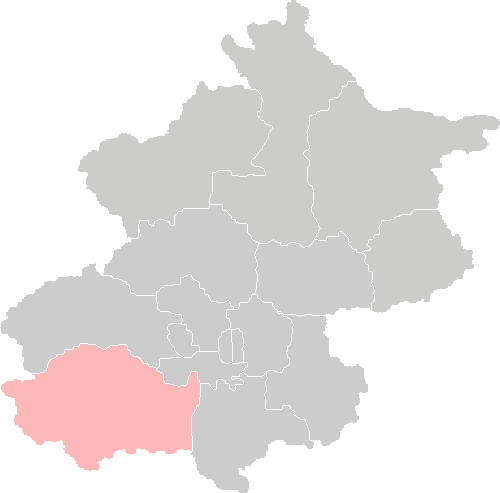
Poloha Fang-šanu na mapě Pekingu

Obvod Fang-šan (čínsky v českém přepisu Fang-šan čchü, pchin-jinem Fángshān Qū, znaky zjednodušené 房山区, tradiční 房山區) je jeden z městských obvodů Pekingu, hlavního města Čínské lidové republiky. Leží na jihozápad od
historického centra tvořeného obvody Tung-čcheng a Si-čcheng, má rozlohu 2019 čtverečních kilometrů a v roce 2000 v něm žilo 814 tisíc obyvatel.
Nejvýznamnější historickou památkou obvodu je Čou-kchou-tien, jehož jeskyně jsou na seznamu Světového dědictví.